# Don Craig Wiley
Don Craig Wiley (* 21. Oktober 1944 in Akron, Ohio; † November 2001 in Memphis, Tennessee) war ein US-amerikanischer Biophysiker, Molekularbiologe und Mikrobiologe. Er gilt als Pionier beim Übergang von der Proteinkristallographie zur modernen strukturellen Molekularbiologie, insbesondere für einige für die Zell-Zell-Erkennung wichtige Molekülklassen auf der Zelloberfläche (MHC-Komplex, Virus-Glykoproteine wie Hämagglutinin).
Wiley wuchs in Pennsylvania und New Jersey auf. Er studierte an der Tufts University Physik (Bachelor 1966) und wurde 1971 an der Harvard University in Biophysik bei William Lipscomb promoviert. Damals gelang ihm die Röntgenstrukturanalyse eines der bis dahin größten Moleküle, Aspartat-Carbamoyltransferase (ACTase). 1971 wurde er Assistant Professor in der Fakultät für Biochemie in Harvard, 1975 Associate Professor und 1979 Professor. Seit 1987 war sein Labor mit dem Howard Hughes Medical Institute verbunden. Er war ein international anerkannter Experte für Infektionskrankheiten wie Aids und Ebola.
Mitte der 1970er Jahre gelang ihm ein weiterer Durchbruch mit der Bestimmung der Struktur des Hämagglutinins des Influenzavirus (wobei er mit John Skehel und Ian Wilson zusammenarbeitete). Die Struktur wurde 1981 in Nature veröffentlicht und in der Folge untersuchte er auch die Gestaltänderung des Hämagglutinins und dessen Rolle beim Eintritt des Virus in die Wirtszelle. Ab Ende der 1970er Jahre beschäftigte er sich auch mit dem MHC-Komplex in der Immunologie und seine Gruppe in Harvard war wesentlich an der Strukturaufklärung beteiligt.
Am 15. November 2001 wurde er zum letzten Mal lebend gesehen. Man fand seinen Mietwagen ohne den Fahrer auf einer Brücke über den Mississippi in Memphis und seine Leiche wurde einen Monat später flussabwärts im Mississippi bei Natchez gefunden. Der Wagen wies Schrammen auf. Die Verletzungen waren mit denen eines Sturzes von der Brücke in den Fluss kompatibel und zeigten keinen Hinweis auf Fremdverschulden. Der Gerichtsmediziner vermutete einen Unfall. Wiley hatte zuvor in einem Hotel mit Kollegen gefeiert und wollte bei seinem Vater in einer Vorstadt von Memphis übernachten, die Brücke lag aber in anderer Richtung. Für einen Suizid gab es kein Motiv, er erwartete kurz darauf seine Frau und seine Kinder in Memphis.
Wiley wurde vielfach wissenschaftlich ausgezeichnet. 1989 wurde er in die American Academy of Arts and Sciences gewählt, 1991 in die National Academy of Sciences und 1996 in die American Philosophical Society. Er erhielt den Louisa-Gross-Horwitz-Preis (1990), den Emil-von-Behring-Preis (1992), den William B. Coley Award (1993), den Passano Award (1993), einen Gairdner Foundation International Award (1994), den Albert Lasker Award for Basic Medical Research (1995) und mit Jack L. Strominger den Japan-Preis (1999).
Er war mit der Isländerin Katrin Valgeirsdottir verheiratet und lernte danach selbst die isländische Sprache.